# Chloe Ferrari
Chloe Ferrari (ur. 21 lipca 1992 we Fresno) – amerykańska siatkarka, grająca na pozycji środkowej. W sezonie 2014/2015 występowała w niemieckiej Bundeslidze, w drużynie Dresdner SC.

## Sukcesy klubowe
Mistrzostwo Niemiec:
- 2015[2]

## Sukcesy reprezentacyjne
Puchar Panamerykański:
- 2014[3]